# Piz Scalottas
Piz Scalottas är en bergstopp i Schweiz.   Den ligger i regionen Albula och kantonen Graubünden, i den östra delen av landet, 160 km öster om huvudstaden Bern. Toppen på Piz Scalottas är 2 323 meter över havet, eller 132 meter över den omgivande terrängen. Bredden vid basen är 0,96 km.
Terrängen runt Piz Scalottas är huvudsakligen mycket bergig. Närmaste större samhälle är Chur, 14,3 km norr om Piz Scalottas. 
I omgivningarna runt Piz Scalottas växer i huvudsak blandskog. Runt Piz Scalottas är det glesbefolkat, med 10 invånare per kvadratkilometer.